# Polytrichum patulum
Polytrichum patulum là một loài Rêu trong họ Polytrichaceae. Loài này được Harv. miêu tả khoa học đầu tiên năm 1836.